# DES (Incoterm)

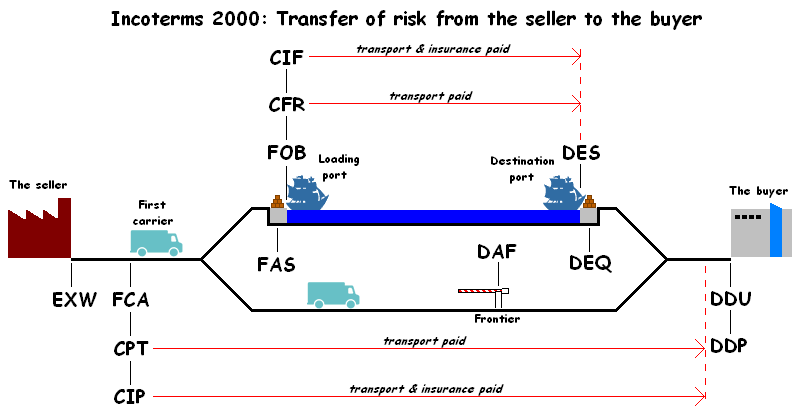
Các nhóm chính trong Incoterm 2000

Trong thương mại quốc tế, Giao tại tàu là cách dịch của cụm từ trong tiếng Anh: Delivered Ex Ship (viết tắt: DES). Đây là một điều kiện trong Incoterm. Nó là gần như tương tự như trong điều kiện CIF, nhưng mọi rủi ro về hàng hóa chỉ chuyển từ bên bán sang bên mua khi tàu chuyên chở cập cảng đến và trước khi hàng hóa được dỡ khỏi tàu. Theo điều kiện DES thì:
Bên bán phải:
- Làm thủ tục thông quan nhập khẩu tại nơi đến đã thỏa thuận trong hợp đồng và chưa qua biên giới của quốc gia khác.
- Đặt hàng hóa dưới quyền định đoạt của bên mua trên tàu chuyên chở tại cảng dỡ hàng.
- Cung cấp vận đơn hoặc lệnh giao hàng cùng các chứng từ khác sao cho bên mua có thể nhận hàng tại tàu.

Bên mua phải:
- Nhận hàng tại boong tàu.
- Trả phí bốc dỡ hàng.
- Lấy giấy phép nhập khẩu, nộp thuế và lệ phí nhập khẩu.
- Chịu rủi ro khi nhận hàng.